# Reino de Sevilla (Corona de Castilla)
El Reino de Sevilla fue una jurisdicción territorial o provincia de la Corona de Castilla desde su conquista en el siglo XIII[cita requerida] hasta la división territorial de España en 1833. Fue uno de los cuatro reinos de Andalucía. Se extendía aproximadamente por el territorio de las actuales provincias de Huelva, Sevilla y Cádiz y la depresión de Antequera, englobando además algunos municipios en la actual provincia extremeña de Badajoz. Las localidades que lo componían según el Catastro de Ensenada pueden verse en el anexo Localidades del Reino de Sevilla. El reino de Sevilla estaba dividido en diez tesorerías que tenían sus respectivas sedes en Sevilla, Cádiz, Jerez de la Frontera, Sanlúcar de Barrameda, Écija, Carmona, Osuna, Estepa, Marchena, y Antequera.
Desde el punto de vista jurisdiccional el territorio del reino de Sevilla era tanto realengo como señorial, existiendo en él señoríos tanto laicos como eclesiásticos. Entre los primeros se encontraban los territorios de la Casa de Medina Sidonia, la casa de Arcos, la casa de Alcalá, la casa de Osuna, la casa de Olivares, la casa de Sanlúcar la Mayor, del marquesado de Estepa, del marquesado de Gibraleón y del marquesado de Ayamonte, además de otros muchos de menor importancia. Entre los segundos había propiedades del Arzobispado de Sevilla, la Orden de San Juan y el Monasterio de San Isidoro del Campo. 
La Corona de León, de la que formaba parte el Reino de Sevilla, se desligó del conjunto de la Monarquía castellano-leonesa entre los años 1295-1301. Junto con Galicia, León, Asturias y Badajoz formó el reino que Juan I había heredado de su padre el rey Alfonso X el Sabio. Durante ese periodo, el rey Juan I de León dio innumerables privilegios al Reino Sevillano.
Gibraltar dejó de pertenecer al reino de Sevilla tras la firma del tratado de Utrech (entre 1712 y 1714). Ya en la segunda mitad del siglo XVIII en algunos de los territorios del reino se fundaron algunas de las Nuevas Poblaciones de Andalucía y Sierra Morena.
En 1833, tras 585 años de existencia, el Real Decreto de 30 de noviembre suprimió el reino de Sevilla, creándose la actual provincia de Sevilla, que se formó uniendo localidades del reino homónimo, excepto las que pasaron a formar parte de la provincia de Cádiz y de la provincia de Huelva. Asimismo, la nueva provincia de Sevilla incorporó Guadalcanal, que hasta entonces pertenecía a Extremadura, y perdió las poblaciones de El Bodonal, Fregenal de la Sierra e Higuera la Real, que pasaron a formar parte de la provincia de Badajoz, en Extremadura. Actualmente la provincia está compuesta por los municipios que pueden verse en el anexo Municipios de la provincia de Sevilla.

## Galería de imágenes

El Reino de Sevilla según las Respuestas Generales del Catastro de Ensenada (1750-54).
El Reino de Sevilla en el contexto de los cuatro reinos de Andalucía.
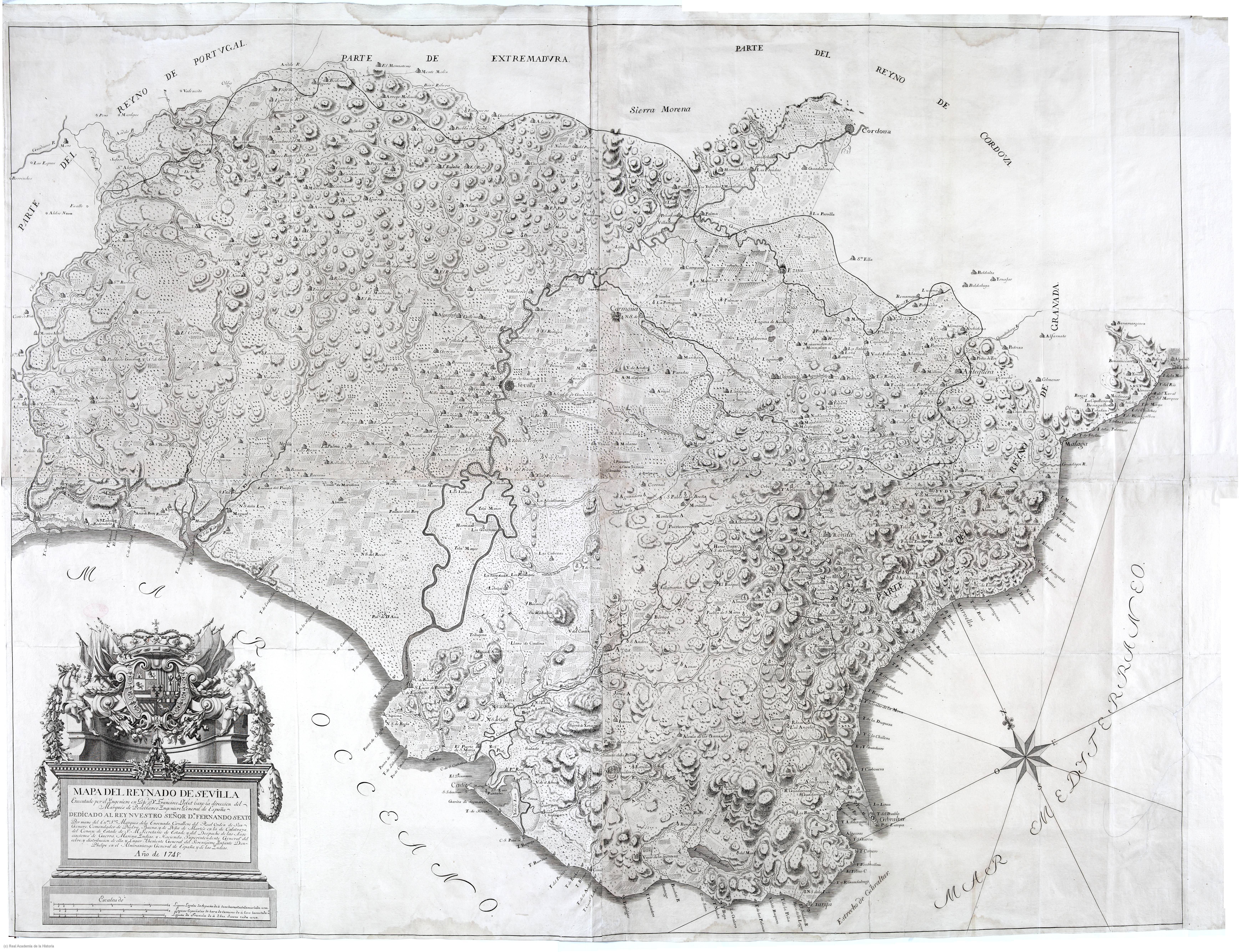
Mapa del "Reinado de Sevilla" de 1748.